# 효렴
효렴(孝廉)은 중국 전한(前漢)의 무제(武帝)가 제정한 향거리선(鄕擧里選) 과목 중 하나이다. 효렴이란 부모에게 효도하는 몸가짐과 청렴한 자세를 뜻하며, 찰거(察擧) 과목 중 가장 중요하게 다루어졌다.
효렴은 무재(茂才)와 동일한 과정을 통해 동일하게 임명되는 과정이지만 차이점이라면 무재는 자사가, 효렴은 태수가 천거한다는 차이점이 있다. 무재의 원래 호칭은 수재(秀才)였으나 후한 광무제의 휘를 피하기 위해 수재에서 무재로 명칭이 개명되었다.

## 개요
원광(元光) 원년(134), 무제는 동중서(董仲舒)의 건의를 받아들여 해마다 군국(郡國)에서 효자와 청렴한 자를 20만 명당 1명씩 천거하도록 하였다. '효렴'이란 명칭은 여기에서 유래한 것으로, 주로 유교적 소양을 갖춘 자가 선발되었다.
효렴에 천거된 인물은 중앙에 파견된 후 바로 관직에 임명되지 않고, 낭서(郞署)에 배치되어 낭관(郞官)을 지냈다. 이는 궁궐 안에서 숙직을 서는 것으로, 조정의 실무를 익히도록 함을 목적으로 하였다. 일정 기간이 지난 후, 이들은 현령(縣令) · 현장(縣長) · 상(相)에 임명되거나 조정에 발탁되었다.
양가(陽嘉) 원년(132), 상서령(尙書令) 좌웅(左雄)의 건의로 효렴에 천거될 수 있는 자는 만 40세 이상으로 한정되었고, 유생 출신은 경술(經術) 시험을, 문리(文吏) 출신은 전주(箋奏) 시험을 치도록 하였다. 이로써 효렴은 정규 관리 채용 제도로 정비되었다.
그러나 관료와 권력자 · 호족의 결탁이 빈번해졌고, 이로 인하여 권력자 및 호족의 자제가 효렴의 혜택을 받는 등 점차 제도 자체가 형식화되었다. 구품관인법(九品官人法)이 제정된 이후 이러한 경향은 더욱 심해져갔다.